# Eurydyka do Orfeusza

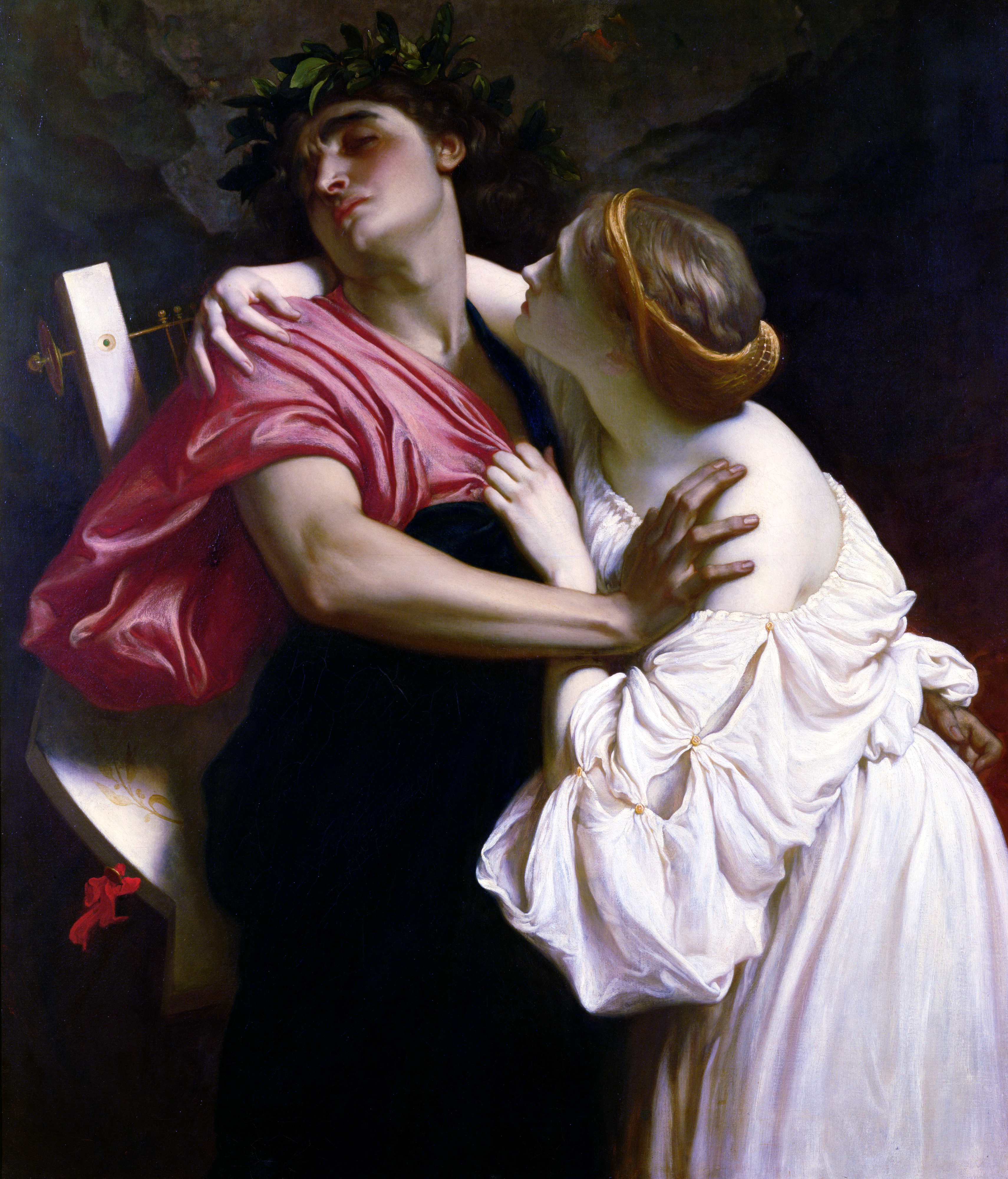
Frederic Leighton, Orfeusz i Eurydyka

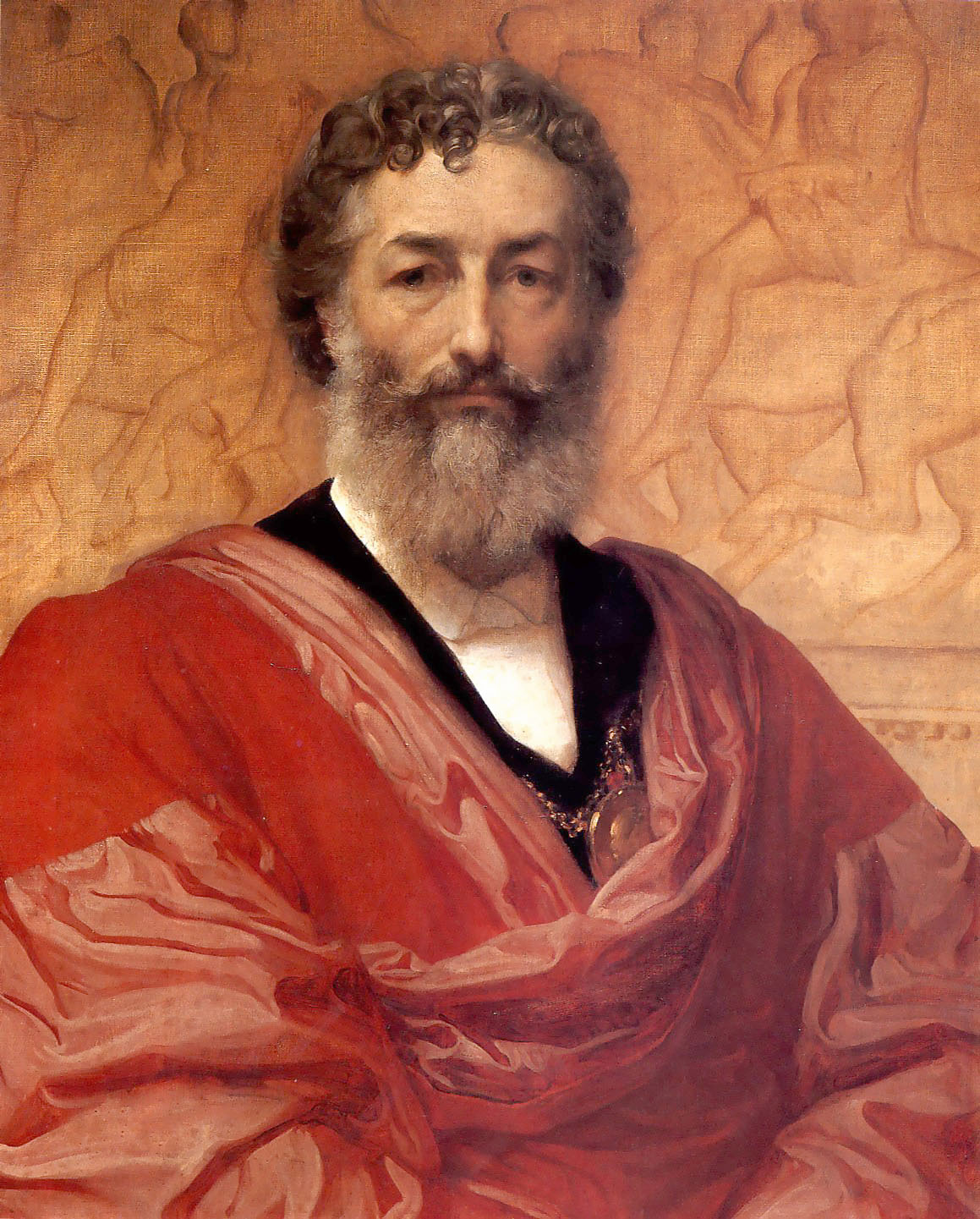
Frederic Leighton, Autoportret

Eurydyka do Orfeusza (Z obrazu Leightona) (Eurydice to Orpheus. (A Picture by Leighton)) – wiersz angielskiego poety Roberta Browninga, opublikowany w tomie Dramatis Personae w 1864. Utwór stanowi impresję poety na temat obrazu Frederica Leightona Orpheus and Eurydice. Na język polski omawiany utwór przełożył Juliusz Żuławski. 
But give them me, the mouth, the eyes, the brow!
Let them once more absorb me! One look now
Will lap me round for ever, not to pass
Out of its light, though darkness lie beyond:
Hold me but safe again within the bond
Of one immortal look! All woe that was,
Forgotten, and all terror that may be,
Defied,—no past is mine, no future: look at me!